# Barry Faulkner
Pour les articles homonymes, voir Faulkner.
Barry Faulkner était un peintre américain, né à Keene (New Hampshire) le 12 juillet 1881 et mort le 27 octobre 1966, célèbre pour ses peintures murales et ses mosaïques.
Il fut l'élève de Abbott Thayer et passa quelque temps en Irlande et au Pays de Galles. Il servit dans le Camouflage Corps avec Homer Saint-Gaudens pendant la Première Guerre mondiale.
En 1910 il est lauréat du prix de Rome américain (Rome Prize) en peinture.
En 1930-1932, il réalisé la fresque en mosaïque La Paix, dans la chapelle du cimetière américain de Suresnes (France).
Au niveau de l'entrée ouest du GE Building, dans le Rockefeller Center, on peut admirer un panneau de mosaïques exécuté par Barry Faulkner et installé en 1933. Intitulée Intelligence Awakening Mankind, l'œuvre évoque une vague de sons qui rappelle que l'immeuble abrite les studios de la NBC. Cette mosaïque mesure 26 mètres sur 5 et utilise un million de pièces d'émail de verre de plus de 250 couleurs différentes.